# Begonia serotina
Begonia serotina é uma espécie de Begonia, nativa do Equador.

## Sinônimo
- Begonia parmata Irmsch.